# Handelsrecht (Deutschland)
Handelsrecht ist ein spezielles Privatrecht, das die Gesamtheit aller Rechtsnormen für Kaufleute umfasst.
Kaufleute unterliegen in Deutschland und weltweit einem Sonderrecht, das Teilgebiete ihrer Geschäftstätigkeit regelt. Diese Teilgebiete sind in Spezialgesetzen wie Handelsgesetzbuch (HGB) und dessen Nebengesetzen wie Scheckrecht (SchG) und Wechselrecht (WG) kodifiziert. Im weiten Sinn gehören auch die Normen des Gesellschaftsrechts, Wertpapier-, Bank-, Kapitalmarkt- und Börsenrechts zum Handelsrecht.
Die Geltung des Handelsrechts ist nach dem HGB abhängig von der Kaufmannseigenschaft wenigstens eines der beteiligten Rechtssubjekte (so genanntes „subjektives System“; vgl. § 345, § 343 HGB). Anders als es der Name vermuten lässt, gilt das heutige Handelsrecht nicht nur für Kaufleute, die Handel treiben, sondern auch für Handwerk, Industrie, Urerzeugung und die Gruppe der Dienstleister außerhalb der freien Berufe (etwa Gastronomie, Taxiunternehmen, Kinos).

## Geschichte
Im Mai 1861 wurde das Allgemeine Deutsche Handelsgesetzbuch (ADHGB) der Staaten des Deutschen Bundes durch Erlass als Reichsgesetz zur Kodifikation des Handelsrechts aller Länder im neu entstandenen Deutschen Reich. Das neue HGB trat gleichzeitig mit dem Bürgerlichen Gesetzbuch (BGB) am 1. Januar 1900 in Kraft.

## Rechtsquellen
Wichtigste Rechtsquelle ist das Handelsgesetzbuch. Das Handelsrecht steht als „Sonderprivatrecht der Kaufleute“ nicht in sich abgeschlossen neben dem Bürgerlichen Recht, sondern ergänzt und modifiziert dessen Vorschriften, insbesondere die des Bürgerlichen Gesetzbuches. Gegenüber dem Handelsgesetzbuch wird dieses nach Art. 2 Abs. 1 EGHGB daher nur subsidiär angewendet. Weitere handelsrechtliche Vorschriften finden sich in der Zivilprozessordnung (§ 29 Abs. 2, § 38 Abs. 1, § 1031 ZPO) und im Börsengesetz (§ 52 BörsG). Eine große Bedeutung haben daneben das Gewohnheitsrecht (etwa die Lehre vom Scheinkaufmann, das kaufmännische Bestätigungsschreiben) und der Handelsbrauch (§ 346 HGB).
Daneben ist in Registersachen das Gesetz über das Verfahren in Familiensachen und in den Angelegenheiten der freiwilligen Gerichtsbarkeit (kurz FamFG) einschlägig.

## Handelsstand

### Kaufmannsbegriff und Kaufmannseigenschaft
Das Handelsgesetzbuch beginnt mit dem Kaufmannsbegriff. Die Kaufmannseigenschaft löst zahlreiche Pflichten und Privilegien der Kaufleute aus. Hierzu zählen:
- ein hohes Maß an Privatautonomie; so dürfen etwa Vertragsstrafen nicht nach § 343 BGB herabgesetzt werden (§ 348 HGB), Bürgschaft, Schuldversprechen und Schuldanerkenntnis unterliegen keinen Formerfordernissen (Formfreiheit; § 350 HGB)
- der Grundsatz der Entgeltlichkeit (auch ohne besonderer Vereinbarung; § 354 HGB)
- die zügige Abwicklung der Rechtsgeschäfte, etwa durch das Erfordernis der unverzüglichen Mängelrüge (§ 377 HGB)
- der gesteigerte Verkehrs- und Vertrauensschutz, etwa durch den Publizitätsschutz des Handelsregisters (§ 5, § 15 HGB) und den Schutz des guten Glaubens an die Verfügungsbefugnis des Verfügenden (§ 366 HGB).

#### Begriff des Gewerbes
Nach überkommener Auffassung der höchstgerichtlichen Rechtsprechung und der Rechtslehre ist ein (Handels-)Gewerbe jede erlaubte, selbständige, nach außen erkennbare Tätigkeit, die planmäßig, für eine gewisse Dauer und zum Zwecke der Gewinnerzielung ausgeübt wird und kein „freier Beruf“ ist.
In der neueren Literatur wird jedoch das Merkmal der Gewinnerzielung in Frage gestellt und von der nunmehr herrschenden Meinung mit der Begründung verneint, diese sei als reines Internum anzusehen. Dem Unternehmen stehe es frei, ob es Gewinn erzielen wolle oder nicht.

## Handelsregister
Angaben zu wesentlichen Tatsachen der Kaufleute und der Unternehmen werden im Handelsregister eingetragen.

## Kaufmännische Absatz- und Geschäftsmittler

### Der Handelsvertreter
Handelsvertreter ist nach § 84 Abs. 1 Satz 1 HGB, „wer als selbständiger Gewerbetreibender ständig damit betraut ist, für einen anderen Unternehmer (Unternehmer) Geschäfte zu vermitteln oder in dessen Namen abzuschließen.“ Wirtschaftlich gesehen ist seine Rolle meist als Absatzmittler aufzufassen. Als Gewerbetreibender nach § 84 Abs. 1 HGB ist er Kaufmann, soweit die Voraussetzungen des § 1 Abs. 2 HGB vorliegen oder er nach § 2 HGB ins Handelsregister eingetragen ist. Seine Tätigkeit besteht in der Vermittlung von Geschäften für den Unternehmer und im Abschluss von Geschäften im Namen des Unternehmers. Der Handelsvertretervertrag ist ein Geschäftsbesorgungsvertrag mit Dienstleistungscharakter nach § 675 Abs. 1 iVm §§ 611 ff. BGB.

### Der Vertragshändler
Vertragshändler ist, wer als selbständiger Gewerbetreibender ständig damit betraut ist, die Produkte eines anderen Unternehmers im eigenen Namen und für eigene Rechnung zu vertreiben und deren Absatz in ähnlicher Weise wie ein Handelsvertreter oder Kommissionsagent zu fördern. Ihm steht nach BGH-Ansicht (BGHZ 29, 83, 88 f.) analog § 89b HGB ein Ausgleichsanspruch zu, wenn
1. zwischen ihm und dem Hersteller oder Lieferanten ein Rechtsverhältnis besteht, das sich nicht in bloßen Käufer-Verkäufer-Beziehungen erschöpft, sondern so in die Absatzorganisation seines Lieferanten eingegliedert ist, dass er wirtschaftlich in erheblichem Umfang dem Handelsvertreter vergleichbare Aufgaben zu erfüllen hat und
2. er verpflichtet ist, dem Hersteller bei Ausscheiden aus der Absatzorganisation den Vorteil des Kundenstammes sofort und ohne Weiteres nutzbar zu machen. Die herrschende Auffassung in der Literatur lässt hingegen die tatsächliche Möglichkeit der Nutzung des Kundenstammes genügen.

## Handelsgeschäfte

### Das Kontokorrent
Das Kontokorrent gehört zu den praktisch wichtigsten und zugleich dogmatisch schwierigsten Gebieten des gesamten Handelsrechts, was Isaac Abraham Levy gar dazu bewog, es als „mystische Ingredienz“ zu qualifizieren. Wichtigster Anwendungsfall dieser Vereinfachung des Zahlungsverkehrs ist das Bankkontokorrent. Es ist in § 355 HGB legaldefiniert und bewirkt die gegenseitige Verrechnung von Forderungen nach Ablauf der Rechnungsperiode. Zu unterscheiden sind vier verschiedene Verträge:
1. die Kontokorrentabrede
2. die Verrechnung
3. die Feststellung des Überschusses
4. der Geschäftsvertrag.